# The Woman Worker
 (décembre 2021).
The Woman Worker est un magazine militant féministe-socialiste publié mensuellement par la Canadian Federation of Women’s Labor Leagues entre juillet 1926 et avril 1929. Dirigé par Florence Custance, le périodique est destiné aux femmes issues de la classe ouvrière. Son objectif est double : mettre de l’avant la réalité des femmes ouvrières ainsi que de donner les outils nécessaires à ces dernières pour lutter contre leurs oppressions.

## Historique
The Woman Worker est le premier périodique socialiste écrit en anglais destiné aux femmes au Canada. Les premières initiatives socialistes en ce qui concerne leur « clientèle » féminine consistaient en une colonne leur étant destinée dans le Cotton’s Weekly, un magazine produit par le parti socialiste du Canada, entre 1908 et 1909. Par la suite, la United Labour-Farmer Temple Association (ULFTA) met en place des publications à destination des femmes dans deux périodiques : la Holos Robitnytsi et la Robitnytisia. Toutefois, les deux publications étaient éditées par des hommes en plus d’être écrites en ukrainien. Dans le but de développer la conscience révolutionnaire chez les femmes, le komintern requiert du Parti Communiste du Canada d’encourager la participation féminine en leur sein. Ce dernier crée donc le Women’s department en 1924 qui est dirigé par Florence Custance. Née en Angleterre et immigrée au Canada avec son mari charpentier, Florence Custance est une enseignante participant activement aux mouvements socialistes du début du 20e siècle. Au départ, une rubrique au nom du Women’s department est dédiée aux femmes dans The Worker. Cette rubrique sporadique devient régulière lorsque celle-ci est renommée « The Working Woman Section » et est dirigée par Florence Custance. Toutefois, l’établissement d’une publication indépendante écrite par et pour des femmes devient une nécessité. La première parution du Woman Worker est réalisée en juillet 1926 à Toronto et survient dans un contexte où les magazines sont l’un des moyens les plus efficaces pour rejoindre les femmes de la classe ouvrière et les ménagères. La création de ce périodique permet, contrairement aux magazines standards de l’époque, de mettre de l’avant la réalité des femmes issues de la classe ouvrière. Bien que le périodique ne soit pas officiellement affilié au parti communiste du Canada, celui-ci est utilisé comme un élément stratégique du Women’s Department du parti, mais aussi de la Canadian Federation of Women’s Labour Leagues. Selon Joan Sangster, qu’à la tête de toutes ces organisations se trouve la même militante, Florence Custance, infère bien que le magazine agit comme point d’ancrage reliant le Parti Communiste du Canada aux Women’s Labour Leagues (WLL).
Durant la décennie 1920 propre au développement du Woman Worker, les WLL canadiennes étaient l’objet d’une réactualisation stratégique par le Parti communiste du Canada, suivant leur faible croissance initiale avant la Première Guerre mondiale. Ce leadership indirect institue dans ces mouvements une réponse marxiste aux problèmes des femmes des classes laborieuses. Selon Joan Sangster, il en résulte, chez ces coalitions multiethniques de ménagères et ouvrières canadiennes, l’émergence de leur propre « compréhension » du socialisme véhiculée dans les pages du périodique.
La première mention de la maladie de Florence Custance se trouve dans le numéro d’octobre 1928 du Woman Worker. La directrice prend alors trois mois de repos sous l’ordre des médecins. Pendant cette période de convalescence, la Toronto’s League s'occupe de l’édition du magazine. Florence revient en janvier 1929, mais quelques changements ont été apportés au périodique. D’abord, n’étant pas tout à fait remise de sa maladie, la directrice rédige beaucoup moins d’articles qu’auparavant. De plus, l’aspect du magazine fut totalement changé pendant son absence. Par exemple, alors qu’auparavant la table des matières affichait des rubriques régulières, celle-ci affiche maintenant seulement des « Special Contents ». Pendant la convalescence de l’éditrice, la Toronto’s League n’a pas rédigé de rubrique. Elle a plutôt demandé aux lectrices d’écrire des articles en plus de continuer à envoyer des lettres traitant de leur quotidien. Le magazine a continué d’exister jusqu’en avril 1929, quelques mois seulement avant la mort de sa directrice en juillet de la même année. Étant le principal pilier du périodique, The Woman Worker meurt en même temps que Florence Custance.
En 1929, pour contrer une éventuelle guerre économique de l’Occident vis-à-vis de l’URSS, le komintern dicte au Parti Communiste du Canada de rallier les femmes à la lutte contre le capitalisme. On craint alors que les femmes soient largement utilisées comme une arme et qu’elles soient les premières à ressentir les effets d’une guerre économique. Il est donc décidé de recentrer les luttes sur la classe ouvrière.  Ceci se traduit, par exemple, par une réorganisation des WLL. En 1930, une étude réalisée par la ligue anglaise et juive du Women’s department révèle que la majorité des WLL sont des femmes au foyer aux idées réformistes. Pour s’assurer qu’elles respectent les positions révolutionnaires du parti, les WLL sont mises sous la direction du Workers Unity League. Cette décision a pour effet la perte d’autonomie des WLL, mais aussi son isolement. En effet, dans sa lutte, le parti communiste du Canada ne tolère plus les organisations non révolutionnaires. Les féministes conservatrices, libérales et même sociales-démocrates, considérées comme dangereuses, ne peuvent alors plus collaborer avec les femmes se trouvant sous la bannière communiste. C’est la fin de la stratégie dite du Front unique.

## Formule éditoriale
Contrairement aux autres magazines destinés à un lectorat féminin, The Woman Worker ne discute pas de sujets traditionnellement féminins tels que, par exemple, la cuisine, la mode ou bien la romance. Le périodique ne publiait que des articles de presse discutant d’enjeux féminins sous une perspective marxiste ainsi que des lettres provenant des lectrices décrivant la réalité des femmes de la classe ouvrière.  Florence Custance désire que ce magazine discute uniquement de «la vraie vie» et se détache des magazines féminins commerciaux de l’époque. Cette ligne éditoriale et l’affiliation du périodique aux communistes ont eu toutefois pour effet que la vente de ce dernier s’effectue uniquement au sein des WLL.
Cette tactique éditoriale est visible dès la première parution du magazine. L'article « Housing conditions in the mining towns of Cape Breton, Nova Scotia », écrit par Annie Whitfield, est un exemple de lettres rédigées par les lectrices. Dans le cas présent, elle témoigne des conditions de vie exécrables, notamment sur le plan sanitaire, dans lesquelles habitent les familles de travailleurs miniers dans les villes appartenant à la British Empire Steel Corporation. Elle y affirme le rôle qu’auront les femmes à jouer dans leur lutte contre l’entreprise et la « cupidité du maître », en tant que gardiennes du bien-être familial et, par-dessus tout, des enfants.
Par ailleurs, cette pratique d’incorporation d’articles provenant du lectorat dans le processus éditorial fait l'apanage des magazines communistes canadiens dans les années 1930. Selon l’analyse de Candida Rifkin, elle correspondait aux moyens d’une « sphère de contre-public ». Empruntée à Michael Warner, cette notion théorique désigne les modes de discours invitant, par leur inclusivité, des étrangers à intégrer la sociabilité des mouvements radicaux. Dans le contexte d’éditoriaux de la gauche radicale canadienne, cette tactique délibérée aurait cherché à mobiliser le prolétariat « en tant que sujet producteur et consommateur » de discours contestataires, puisque lui-même à même de partager la réalité des expériences locales d’oppression.

## Enjeux traités
Selon l’analyse faite par Joan Sangster du contenu des numéros du Woman Worker au fil des années, les enjeux les plus importants pour la ligne éditoriale du magazine ont à voir avec le monde féminin du travail. Ce discours était essentiellement articulé en tant qu’alternative communiste vis-à-vis le désintérêt du principal mouvement ouvrier au Canada, le Trades and Labour Congress (TLC), envers l’organisation des femmes. En tant que travailleuses, les femmes n’étaient perçues par cette organisation qu’en tant que force de travail d’appoint permettant au couple d’atteindre un revenu suffisant pour subsister avant de fonder une famille, et qui ne devraient en principe pas conserver leur emploi suivant le mariage. Plutôt, le magazine, au nom des WLL, défendait la syndicalisation pleine et égale des canadiennes, la lutte contre leur discrimination salariale et d’autres abus sexistes participant à la précarité de leur emploi, ainsi que, plus généralement, leur éveil politique en tant qu’« esclaves salariales » (wage slaves). Il représente alors l’un des rares efforts du camp communiste pour mobiliser les travailleuses.
Cette posture radicale est corollaire à un autre élément distinctif du discours relayé par le Woman Worker vis-à-vis le mouvement ouvrier ordinaire : la reconnaissance de la ménagère en tant que productrice. Adoptée également au sein des WLL, cet argument féministe et marxiste défend que le travail ménager et les charges domestiques associées à la famille sont nécessaires au « processus de production en entier », pour reprendre les termes de Florence Custance. Il est à l’époque rejeté par le TLC. En 1929, le périodique publie un article particulièrement progressif pour l’époque, comme le souligne Joan Sangster, adoptant une position selon laquelle toutes ménagères devraient toucher le « Workman’s compensation », une forme d’allocation destinée aux travailleurs, adoptée par plusieurs provinces dans les années 1920.
Parmi les réformes sociales abordées dans ses pages au fil des années se trouve également la question du droit féminin à la contraception. Cette discussion, alimentée par les contributions extérieures, est alors caractérisée par une variété de positions incluant notamment les arguments eugénistes et néo-malthusiens en faveur de la régulation des naissances, bien que les éditoriaux officiels transmettent plutôt un argument marxiste en faveur du droit des familles prolétariennes à contrôler la grosseur de leur foyer et à potentiellement alléger le fardeau d’une trop nombreuse progéniture. Florence Custance affirme d’ailleurs qu’à l’époque, l’information partagée ouvertement vis-à-vis de ce sujet est un facteur qui lui attire de nouvelles lectrices. De même, les enjeux féministes du droit à l’avortement, hautement polémique au Canada, d’une réforme du droit matrimonial, ainsi que de l’indépendance économique des femmes étaient discutés dans The Woman Worker.

### Relations aux mouvements féministes
Dans ses efforts initiaux pour adopter la tactique du Front unique dictée par le Komintern soviétique et poursuivi par la PCC dans les années 1920, le périodique cherchera à formuler des alliances, au nom des WLL, avec des mouvements progressistes, mais non révolutionnaires, canadiens. Cette intention déterminerait, selon Joan Sangster, l’essentiel de la relation qu’aura entretenu The Woman Worker avec les mouvements des femmes et les mouvements féministes.
De manière centrale, la revue offre publiquement son soutien à la féministe Agnès Macphail, la première femme de l’histoire du Canada à être élue au Parlement. Les réformes sociales qu’elle soutient sont louangées par des articles et lettres publiés dans le magazine, bien qu’en sa position d’élue elle ne corresponde pas à la stratégie politique d’inspiration bolchévique privilégiée par le PCC. À l’occasion, le magazine participe également la mobilisation de canadiennes pour rejoindre les rangs d’organisations comme la Young Women Christian Association (YWCA) ou les United Farmers of Canada (UFC), en raison de leur soutien à l’amélioration de leurs conditions de travail et à la lutte contre la discrimination sexiste dans ce milieu.
D’un autre côté, la direction de la revue ne cherche pas à former une lutte commune auprès d’acteurs adoptant une posture jugée conservatrice. En effet, les pages du magazine sont peuplées de critiques ouvertes d’organisations féministes canadiennes menées par les femmes de la classe moyenne, en raison, notamment, des rhétoriques « moralistes » promues par celles-ci vis-à-vis la prostitution, ou encore de leur poursuite de certains objectifs politiques considérés « symboliques » et éloignés des besoins réels d’une majorité des femmes canadiennes. Plus généralement, l’incapacité relative de la plupart de ces discours à concevoir des fondements matériels de l’oppression de ces dernières dans l’économie canadienne, ou à faire un état juste de leurs conditions de vie, est déplorée par les collaboratrices du périodique,.
En contrepartie, la revue s’attaquait de front aux rhétoriques anti-socialistes promues par certaines de ces organisations et publications féminines à vocation plus culturelle. De sa plume, Florence Custance oppose à ces discours « bourgeois » l’idéal marxiste d’une lutte des classes commune avec les hommes afin d’entrainer la révolution prolétarienne, contexte où le sexisme envers les femmes dans l’industrie canadienne pourrait efficacement être combattu et où leur émancipation prendrait enfin son essor naturel,. Sangster soutient qu’une telle conception est corollaire à l’espoir que suscitait chez les militantes communistes la révolution soviétique, en particulier son Jenotdel. La lutte marxiste pour les droits des femmes semble alors, pour les rédactrices, pouvoir s’inspirer du modèle bolchévique, de ses organisations et de ses réformes, impliquant une sortie de la démocratique libérale.